# Cerro La Cruz (Santiago de Chile)
El Cerro La Cruz,  es un cerro precordillerano de la Cordillera de los Andes en Chile, es el 5to cerro más alto de la Sierra de Ramón. Tiene una de altitud 2.552 m s. n. m. y limita  oeste con el Cerro de Ramón. Este cerro es parte de la cadena montañosa Sierra de Ramón, la que tiene por límites el río Mapocho por el norte y el río Maipo por el sur.

## Atractivos naturales
Este cerro se puede apreciar desde toda la ciudad de Santiago, y es el protagonista indiscutido de toda foto panorámica tomada a la ciudad.
Destaca en invierno su cumbre casi siempre nevada, en primavera el verdor de sus laderas hasta los 2000 m s. n. m., y en verano las diferentes tonalidades del material rocoso que lo compone.
Su vegetación está compuesta por flora autóctona. En las quebradas se pueden hallar, principalmente, arrayanes, peumos y boldos, hasta los 1800 m s. n. m., desde esta altura hasta los 2200 metros algunas plantas pequeñas. Sobre los 2200 m s. n. m., no existe vegetación. 
Una variada fauna se encuentra presente durante todo el año, incluso en la cumbre. Se pueden encontrar vizcachas, zorros culpeos, degús (ratón cola de pincel), cóndores, gallinas ciegas, tiuques y otros.

## Rutas de ascensión
La ruta de ascensión más usadas es por el Parque Mahuida, en la comuna de La Reina. 
Su cercanía a la capital permite su ascensión durante todo el año, siendo requisito indispensable llevar abundante agua para la caminata. 
El cerro es actualmente considerado como zona de protección ambiental por Protege.